# Rhodotorula glutinis
Rhodotorula glutinis je druh stopkovýtrusné houby z rodu Rhodotorula, konkrétně jde o typ růžové kvasinky. Patří mezi všudypřítomný a v přírodě nejrozšířenější druh Rhodotoruly. Na rozdíl od jiných druhů kvasinek (např. Candida) je pro lidi v podstatě nepatogenní, i když existují případy vypuknutí infekce (např. u lidí s oslabenou imunitou). Tato kvasinka je schopná syntetizovat karotenoidy (např. β-karoten), které se dále využívají v potravinářském, farmaceutickém či kosmetickém průmyslu; také je můžeme nalézt jako přísady do krmiv pro ryby a hospodářská zvířata. Mezi její další schopnosti patří produkce lipidů a také mnoha enzymů, zejména L-fenylalanin-amoniaklyasy (také nazývané PAL nebo fenylalanin deaminasa). Tento enzym se využívá k výrobě L-fenylalaninu, který dále slouží k syntéze umělého sladidla aspartamu.

## Historie
Jako první použil název Rhodotorula kanadský mikrobiolog Francis Charles Harrison, který ve 30. letech 20. století pracoval na kvasinkách nacházejících se v místních sýrech. Toto jméno pochází z řeckého rhodos (červený) a torula (boule). Rhodotorula glutinis je typickým představitelem tohoto rodu, a byla popsána již roku 1850 Georgem Freseniusem, který provedl její izolaci ze smetany z okyseleného mléka.

## Popis
Rhodotorula glutinis je saprofytický, aerobní a mezofilní organismus. Ke svému růstu vyžaduje organické kyseliny nebo HCl, které doprovází kyselé pH (uvádí se asi 2,2). Buňky jsou kulovitého, oválného nebo podlouhlého tvaru o velikosti přibližně 3-5 μm . Její kolonie na agaru mají charakteristické zbarvení, od lososové, korálově červené, růžové až po žlutou, což závisí na podmínkách růstu a složení živného média. Z důvodu barvy svých kolonií je někdy řazená k tzv. růžovým kvasinkám. Toto zbarvení je způsobeno produkcí velkého množství karotenoidů, které buňky chrání před účinkem nadměrného UV a viditelného záření, a také před tzv. singletovým kyslíkem. Typicky jsou kolonie slizovité, hladké a lesklé a jejich okraj je celistvý, nikoli roztřepený. Tato kvasinka je schopná využívat jako zdroj uhlíku mnoho sloučenin (např. glukózu, sacharózu, maltózu, ethanol nebo glycerol). Charakteristické pro rod Rhodotorula je, že tyto kvasinky nejsou schopné fermentace cukru v dostatečném množství. Rhodotorula glutinis se v životním prostředí vyskytuje běžně, v půdě, ve vodě i ve vzduchu. Izoluje se ze stejného prostředí, a také z potravin.
U stopkovýtrusných hub bylo popsáno pohlavní i nepohlavní (vegetativní) rozmnožování. Pohlavní rozmnožování se nazývá teleomorfa, vegetativní je anamorfa. U Rhodotorula glutinis převažuje vegetativní rozmnožování, tzv. pučení (multilaterální nebo polární). Pohlavně se reprodukují konjugací haploidních buněk, následovanou vznikem zygoty, která klíčí do mycelia. Na myceliu vzniknou tzv. teliospory, ve kterých dochází ke karyogamii (vzniká diploidní jádro) a meióze. Následně vzniknou bazidiospory (haploidní) a haploidní generace.

## Využití

### Syntéza lipidů
Kvůli její schopnosti syntetizovat lipidy se v posledních letech objevuje větší zájem o vývoj nových metod k získání těchto lipidů. Výhoda spočívá v tom, že tento mikroorganismus roste rychle, tudíž můžeme získat relativně velké množství v krátké době. Mikrobiální lipidy se dále mohou využívat jako potravinářská aditiva nebo doplňky stravy. U kvasinek existují dva způsoby syntézy lipidů - ex novo a de novo. Pomocí de novo metody se lipidy syntetizují z acetyl-CoA a malonyl-CoA, a jako substrát pro produkci lipidů slouží sacharidy nebo glyceroly. U ex novo metody slouží jako substrát spíše hydrofobní sloučeniny. Pro produkci lipidů je potřeba také zdroj uhlíku, k tomu slouží média, na kterých kvasinky rostou.

### Syntéza karotenoidů
Karotenoidy jsou přírodní barviva, které se nacházejí např. v ovoci a zelenině, a také je produkují některé mikroorganismy. Lidé nejsou schopni si karotenoidy syntetizovat sami, proto jsou jim dodávány ve stravě. Díky svým antioxidačním vlastnostem chrání pokožku před UV zářením a volným radikálům (podobně u Rhodotoruly glutinis). Také jsou významné tím, že posilují imunitní systém a tvoří prekurzory vitaminu A. Karotenoidy se dají syntetizovat i chemicky nebo extrakcí ze zeleniny, ale použití mikroorganismů je levnější.

### Syntéza enzymů
Rhodotorula glutinis je schopná syntetizovat mnoho enzymů, které lze dále využít v průmyslu. Nejvýznamnější je syntéza enzymu L-fenylalanin-amoniaklyasy (4.3.1.24 dle NC-IUBMB). Tento enzym se využívá v potravinářském průmyslu při výrobě L-fenylalaninu, který se dále využívá pro produkci aspartamu. V medicíně se používá k léčbě fenylketonurií, a aktivita tohoto enzymu se také využívá ke stanovení koncentrace L-fenylalaninu v krevní plazmě.